# L.V.
Larry "L.V." Sanders (ur. 21 listopada 1957 w Los Angeles, Kalifornia, Stany Zjednoczone) – piosenkarz R&B. Najbardziej znany ze współpracy z raperem Coolio w piosence "Gangsta's Paradise". Występował w wielu piosenkach innych wykonawców. Dotąd nagrał trzy albumy. 
Ojciec L.V. śpiewał muzykę gospel i to dzięki niemu Larry zaczął śpiewać.
Zgodnie ze źródłami, L.V odniósł rany postrzałowe w strzelaninie. Spędził osiem miesięcy w szpitalu i półtora roku na wózku.

## Dyskografia

### Albumy solowe
| Rok  | Tytuł         | Notowanie   | Notowanie |
| Rok  | Tytuł         | Heatseekers | Top R&B   |
| ---- | ------------- | ----------- | --------- |
| 1996 | I Am L.V.     | -           | 100       |
| 2000 | How Long      | 33          | 59        |
| 2010 | Hustla 4 Life | -           | -         |

### Single
| Rok  | Utwór      | Notowanie   | Album    |
| Rok  | Utwór      | Hot R&B/Rap | Album    |
| ---- | ---------- | ----------- | -------- |
| 2000 | "How Long" | 46          | How Long |